# 冬の嵐、ペテルブルグに死す
ミュージカル・ファンタジー『冬の嵐、ペテルブルグに死す -プーシキン作「スペードの女王」より-』（ふゆのあらし、ペテルブルグにしす）は、宝塚歌劇団のミュージカル作品。20場。
花組公演。併演作品は『ハイパー・ステージ!』。

## 公演期間と公演場所
- 1994年9月30日 - 11月7日（新人公演：10月14日）　宝塚大劇場

※東京宝塚劇場未公演

## スタッフ
- 脚本・演出：太田哲則
- 作曲・編曲：吉崎憲治
- 編曲：宮原透
- 音楽指揮：野村陽児
- 振付：アキコ・カンダ
- 装置：関谷敏昭
- 衣装：任田幾英
- 照明：今井直次
- 音響：加門清邦
- 小道具：伊集院撤也
- 効果：切江勝
- 演出助手：加藤誠、植田景子
- 装置補：広森守
- 衣装補：田口美香
- 制作：久保孝満
- 衣装生地提供：ミカレディ株式会社

## 特別出演
- 立ともみ（専科所属）

## 主な配役
本公演
- ヘルマン・マイヤー - 安寿ミラ
- リザヴェータ・イワーノヴナ - 森奈みはる
- アンドレ・エレツキー伯爵 - 真矢みき
- アンナ・フェドトヴナ伯爵夫人 - 美月亜優

新人公演
- ヘルマン・マイヤー - 初風緑
- リザヴェータ - 千紘れいか
- アンドレ - 伊織直加
- フェドトヴナ伯爵夫人 - 幸美杏奈